# Edessalo-Haukkasalo
Edessalo-Haukkasalo este o arie protejată (arie specială de conservare — SAC, sit de importanță comunitară — SCI, arie de protecție specială avifaunistică — SPA) din Finlanda întinsă pe o suprafață de 2.653,9 ha, integral pe uscat.

## Localizare
Centrul sitului Edessalo-Haukkasalo este situat la coordonatele 61°44′51″N 25°24′08″E / 61.7475°N 25.4022°E.

## Înființare
Situl Edessalo-Haukkasalo a fost declarat sit de importanță comunitară în august 1998 pentru a proteja 24 de specii de animale. Alte tipuri de protecție:
- arie de protecție specială avifaunistică (în august 1998)[2]
- arie specială de conservare (în aprilie 2015)[1][3][4]

## Biodiversitate
Situată în ecoregiunea boreală, aria protejată conține 7 habitate naturale: Mlaștini turboase de tranziție și turbării mișcătoare, Pante stâncoase silicioase cu vegetație casmofită, Roci stâncoase cu vegetație pionieră de Sedo-Scleranthion sau Sedo albi-Veronicion dillenii, Taiga vestică, Păduri fino-scandinave bogate în ierburi cu Picea abies, Păduri caducifoliate de mlaștină fino-scandinave, Mlaștini împădurite.
La baza desemnării sitului se află mai multe specii protejate:
- păsări (22): minunița (Aegolius funereus), Aythya marila, cocoșul de mesteacăn (Bonasa bonasia), buha (Bubo bubo), ciocănitoare neagră (Dryocopus martius), șoimul rândunelelor (Falco subbuteo), vânturel roșu (Falco tinnunculus), cufundar polar (Gavia arctica), ciuvică (Glaucidium passerinum), sfrâncioc roșiatic (Lanius collurio), Larus fuscus fuscus, Lyrurus tetrix tetrix, rață catifelată (Melanitta fusca), rață neagră (Melanitta nigra), pietrar sur (Oenanthe oenanthe), viespar (Pernis apivorus), pitulice verzuie (Phylloscopus trochiloides), ciocănitoare de munte (Picoides tridactylus), corcodel-cu-gât-roșu (Podiceps grisegena), chiră de baltă (Sterna hirundo), huhurezul mic (Strix uralensis),  cocoș de munte (Tetrao urogallus)
- mamifere (1): veveriță zburătoare siberiană (Pteromys volans)
- nevertebrate (1): Xyletinus tremulicola

Pe lângă speciile protejate, pe teritoriul sitului au mai fost identificate 10 specii de plante, 2 specii de mamifere, 5 specii de nevertebrate, 2 specii de pești.